# Соколов (Житомирская область)
Соколов (укр. Соколів) — село на Украине, основано в 1500 году, находится в Пулинском районе Житомирской области, в километре к северу от международной автомобильной трассы М-06 Киев-Чоп. В северной части села протекает р. Тня.
Код КОАТУУ — 1825484901. Население по переписи 2001 года составляет 1200 человек. Почтовый индекс — 12021. Телефонный код — 4131. Занимает площадь 20,423 км².

## Адрес местного совета
1202, Житомирская область, Пулинский р-н, с. Соколов, ул. Карла Маркса, 6

## Достопримечательности
- Деревянная церковь во имя св. Архангела Михаила.
- Братская могила солдат и офицеров советской армии, погибших «в боях с немецко-фашистскими захватчиками» на Житомирщине, с монументом в виде солдата времен Великой Отечественной войны.